# (9930) Billburrows
(9930) Billburrows (1984 CP) – planetoida z grupy pasa głównego asteroid okrążająca Słońce w ciągu 3,81 lat w średniej odległości 2,44 j.a. Odkryta 5 lutego 1984 roku.